# Río Aliendre
El Aliendre es un curso de agua del interior de la península ibérica, afluente del Henares. Discurre por la provincia española de Guadalajara.

## Descripción
Este curso de agua, de caudal generalmente nulo durante el estío, discurre por la provincia de Guadalajara. Tiene su origen en las faldas de las sierras en los alrededores del despoblado de Fraguas y, tras atravesar los términos municipales de Monasterio y Cogolludo, termina desembocando en el río Henares a la altura de Espinosa de Henares. Aparece descrito en el segundo volumen del Diccionario geográfico-estadístico-histórico de España y sus posesiones de Ultramar de Pascual Madoz de la siguiente manera:

ALIENDRE: r. en la prov. de Guadalajara, part. jud. de Cogolludo : tiene su nacimiento en las faldas de las sierras que dominan el l. de Fraguas en el mismo part. : cruza el térm. de este l., los de Monasterio y Cogolludo, cuyas pobl. están sit. á su der., y se incorpora en el r. Henares en térm. de Espinosa de Henares, part. de Brihuega : su curso de S. á N.; cesa generalmente en el estío, sin embargo de que recibe las aguas de algunos arroyos : da movimiento á un molino harinero en Monasterio, dos en Cogolludo y se riegan algunas huertas de corta estension.
(Madoz, 1845, p. 8)

Perteneciente a la cuenca hidrográfica del Tajo, sus aguas terminan vertidas en el océano Atlántico.